# NGC 7625
NGC 7625 est une galaxie spirale particulière située dans la constellation de Pégase. NGC 7625 a été découverte par l'astronome germano-britannique William Herschel en 1784.

## Description
La vitesse de NGC 7625 par rapport au fond diffus cosmologique est de 1 264 ± 26 km/s, ce qui correspond à une distance de Hubble de 18,7 ± 1,4 Mpc (∼61 millions d'al).
La classe de luminosité de NGC 7625 est I et elle présente une large raie HI. Elle renferme également des régions d'hydrogène ionisé (HII). Selon la base de données Simbad, NGC 7625 est une galaxie à noyau actif. Selon Sanders et ses collègues, la luminosité de la NGC 7625 dans l'infrarouge lointain (de 40 à 400 µm) est égale à 1,20 × 1010 {\displaystyle L_{\odot }} (1010,08{\displaystyle L_{\odot }}) et sa luminosité totale dans l'infrarouge (de 8 à 1 000 µm) est de 1,58 × 1010 {\displaystyle L_{\odot }} (1010,20{\displaystyle L_{\odot }}).
NGC 7625 figure dans l'atlas des galaxies particulières de Halton Arp sous la cote Arp 212. Arp mentionne qu'il y a des tubes d'absorption chaotique étroits à l'une des extrémités de la galaxie. De plus, NGC 7625 est une cotonneuse.
À ce jour, quatre mesures non basées sur le décalage vers le rouge (redshift) donnent une distance de 30,775 ± 5,951 Mpc (∼100 millions d'al), ce qui est nettement à l'extérieur des valeurs de la distance de Hubble. Notons que c'est avec la valeur moyenne des mesures indépendantes, lorsqu'elles existent, que la base de données NASA/IPAC calcule le diamètre d'une galaxie et qu'en conséquence le diamètre de NGC 7625 pourrait être d'environ 11,2 kpc (∼36 500 al) si on utilisait la distance de Hubble pour le calculer.

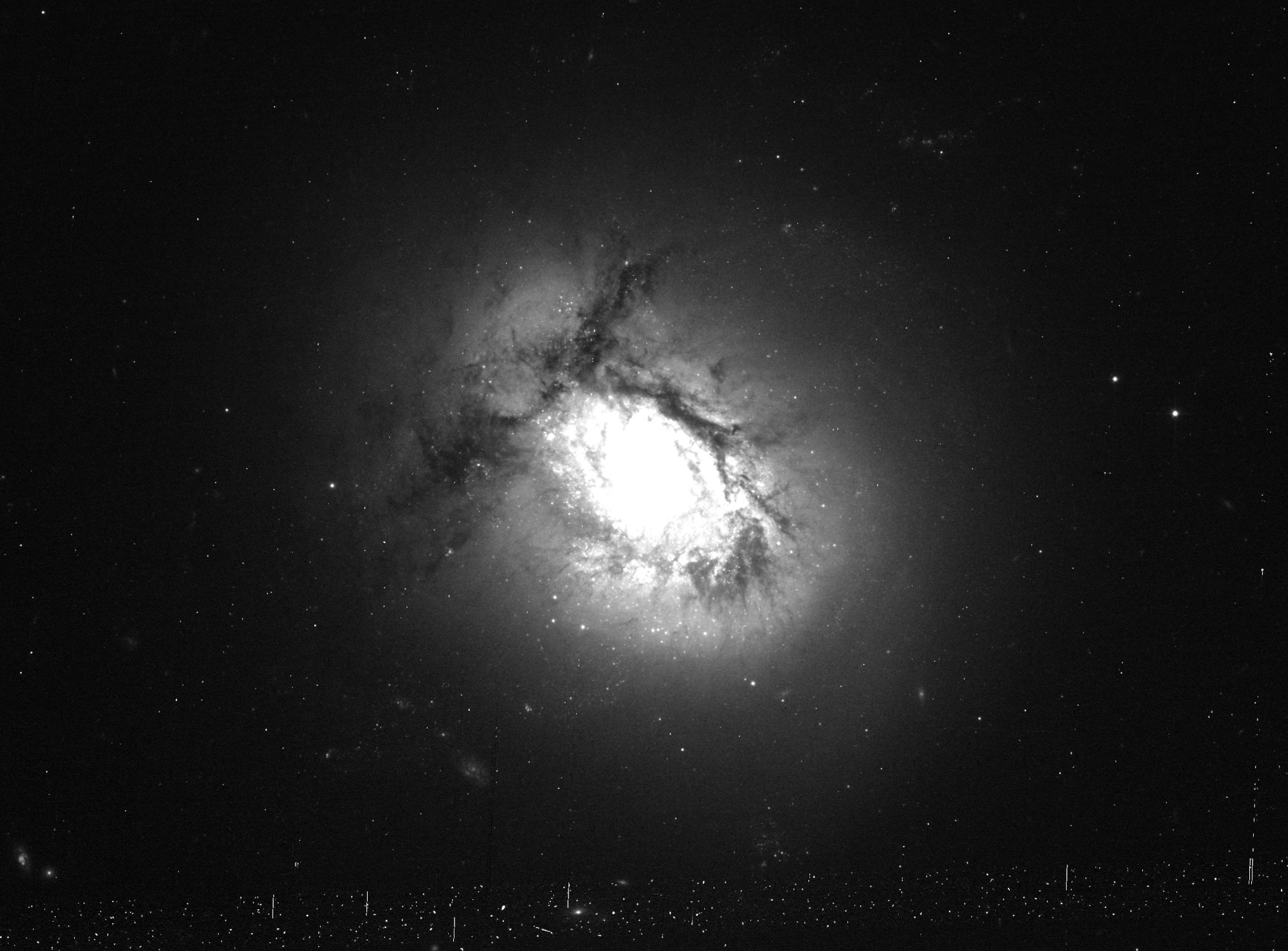
NGC 7625 imagée par le télescope spatial Hubble. Sur cette image, le nord est en bas.

## Galaxie en interaction
NGC 7625 présente une structure fortement perturbée et il est clair que la galaxie a subi, voir subit toujours, une possible interaction gravitationnelle avec une galaxie proche ou un évènement de fusion galactique. De par sa morphologie chaotique, NGC 7625 est également suspectée d'abriter un anneau polaire en son sein. Une étude publiée en 2008 évoque que ce dernier pourrait s'être formé à la suite d'une interaction passée, entre NGC 7625 et la galaxie naine riche en gaz UGC 12549, candidate au titre de galaxie active. Selon cette même étude, le taux de formation stellaire actuel dans NGC 7625 est estimé entre 2,7 et 8 {\displaystyle M_{\odot }}/an.